# Калинка (Болгария)
Калинка (болг. Калинка) — село в Болгарии. Находится в Кырджалийской области, входит в общину Кырджали. Население составляет 196 человек.

## Политическая ситуация
В местном кметстве Чилик, в состав которого входит Калинка, должность кмета (старосты) исполняет Селяхтин Сеидахмед Ибрям (Движение за права и свободы (ДПС)) по результатам выборов.
Кмет (мэр) общины Кырджали — Хасан Азис (Движение за права и свободы (ДПС)) по результатам выборов.